# Jean Argyropoulos
Pour les articles homonymes, voir Famille Argyropoulos et Argyropoulos.
Jean Argyropoulos (né vers 1395, selon des études récentes qui contredisent la date de 1415 précédemment acceptée, à Constantinople  et mort en 1487, Rome) (en grec : Ἰωάννης Ἀργυρόπουλος, Ioannis Argiropoulos, en italien : Giovanni Argiropulo) est un lettré byzantin, philosophe et humaniste, qui émigra en Italie après la chute de Constantinople en 1453 où il enseigna longtemps la philosophie et la rhétorique grecque. Il joua un rôle essentiel dans le renouveau de la culture classique en Europe occidentale, en traduisant de nombreux textes en latin. Il a laissé une importante production personnelle d’œuvres théologiques et philosophiques.

## Carrière byzantine
La recherche récente a montré qu’Argyropoulos n’était probablement pas né en 1415 mais en réalité quelque vingt ans plus tôt, vers 1395,. Son père s’appelait Manuel tandis que sa mère était une Chrysobergina, comme le révèle un poème grec contemporain. Le nom de famille de sa mère pourrait suggérer qu'elle était apparentée aux trois frères Chrysobergès, les dominicains Maxime, Théodore et André, célèbres convertis à la foi romaine.
Ses parents étant morts lorsqu’il n’avait que 10 ans, il est élevé par un oncle à Thessalonique, où il commence ses études avec le protonotaire Alexis Phorbénos. À l’âge de 14 ans, vers 1410, il revient à Constantinople et y poursuit son instruction sous la direction de plusieurs professeurs distingués, en particulier le célèbre Georges Gémiste Pléthon et le prédicateur Joseph Bryennios. Toutefois son principal maître est apparemment Jean Chortasménos, notaire patriarcal et futur métropolite de Sélymbria sous le prénom d'Ignace. Très influent au patriarcat, dépourvu d’enfant et très attaché à son étudiant, Chortasmenos obtient dès 1420 pour Argyropoulos la charge de diacre et l’office patriarcal d’archonte des églises (« archon tôn ekklesiôn »).
En 1421, toujours grâce au soutien de Chortasmenos, Argyropoulos reçoit de l’empereur Manuel II Paléologue l’autorisation d’ouvrir sa propre école privée dans la capitale, où il enseigne la physique et la logique d’Aristote. Il y a notamment comme auditeurs les Italiens Francesco Filelfo et Giovanni Aurispa, qui séjournent alors à Constantinople. À l’été de 1423, Argyropoulos quitte Constantinople pour la Crète vénitienne, dans le but de se familiariser plus encore avec la culture latine. Il demeure un an dans l’île où il ouvre une école afin de subvenir à ses besoins sur place. Cet épisode crétois n'est formellement documenté que par un acte notarié enregistré à Candie le 29 octobre 1423, par lequel « Jean Argyropoulos de Constantinople, instruit en littérature ou science grecque » s'engage auprès du notaire Constanzio Maurikas à enseigner pour la durée d'un an à son fils Zorzino les matières susdites. Mais c'est de ce séjour crétois d'Argyropoulos qu'il faut également dater les trois lettres d'invectives qu'il adresse à Georges de Trébizonde (Trapézoundios), lettres consécutives à une 'disputatio' récemment organisée entre les deux érudits, et qui jusqu'ici étaient réputées avoir été écrites dans les années 1440 à la suite d'une improbable rencontre des deux hommes à Constantinople. À cette époque, Georges de Trébizonde est récemment devenu « rector scolarum » à Candie après six années d'études en Italie. Éprouvant quelque difficulté à asseoir sa réputation intellectuelle auprès de la haute société crétoise, Trapézountios aurait persuadé son ancien maître, le puissant protopapas de Candie Jean Syméonakis, d'organiser une dispute publique avec Argyropoulos, dans le but de prouver sa supériorité face à ce représentant de la culture byzantine multiséculaire. Mais cette « disputatio », qui se tient en 1424 dans l’église Saint-Tite de Candie (ru), se solde par la défaite de Georges de Trébizonde, et envenime sérieusement les relations entre ces deux futurs humanistes, dégénérant en une animosité réciproque qui devait durer toute leur vie.
De retour à Constantinople en 1425, Argyropoulos y rouvre son école, devient prêtre et est nommé juge. Au tout début des années 1430, il entre en conflit avec un autre juge, Dèmètrios Katablattas, qui lui intente un procès, accusant Argyropoulos, entre autres choses, d’impiété, une accusation très grave pour un prêtre et un officier patriarcal. Il semble que Katablattas ait pris pour prétexte à cette attaque le fait qu'Argyropoulos avait été autrefois l'élève de Pléthon, de plus en plus suspecté de professer des idées polythéistes. Argyropoulos rédige la Comédie de Katablattas pour tenter de laver son nom de la plupart des accusations portées à son encontre par Katablattas, à l'exception de celle portant sur sa prétendue impiété, dont il laisse le soin au tribunal impérial de juger. Qu'il ait ou non perdu ce procès, il n'en reste pas moins que très vite après Argyropoulos tombe en disgrâce tant auprès du pouvoir ecclésiastique que du pouvoir impérial : bien qu'il soit resté prêtre dans un premier temps, une correspondance ultérieure suggère qu'il est démis de son office patriarcal ; en outre, il ne sera jamais invité par l'empereur Jean VIII Paléologue à prendre part à Constantinople aux discussions préparatoires concernant l'Union des Églises, quand on constate que nombre d'intellectuels plus jeunes et moins qualifiés que lui en furent ; enfin, et contrairement au témoignage tardif du chroniqueur Doukas, qui confond à cette occasion Argyropoulos avec Amiroutzès, il n'est pas invité à faire partie de la délégation impériale et patriarcale byzantine du concile de Bâle-Ferrare-Florence-Rome en 1437-1439, ni en tant qu'intellectuel, ni en tant qu'officier patriarcal. De fait, tandis que la délégation byzantine demeure trois ans en Italie, on peut prouver qu'Argyropoulos continue alors à enseigner à Constantinople, notamment à Pietro Perleone de Rimini, un ancien étudiant de son vieil ami Francesco Filelfo, ainsi qu'au fils de Filelfo lui-même, Gian Mario.
Vers la fin de 1441 ou au début de 1442, Argyropoulos quitte Constantinople pour l'Italie, peut-être grâce à l’appui financier de son compatriote Bessarion promu récemment cardinal de l’Église romaine, afin d'aller étudier à l’université de Padoue, où il décroche un doctorat en 1444. À son retour à Constantinople, sa carrière enregistre d’importants progrès, surtout parce qu’il soutient résolument la politique unioniste de l’empereur Jean VIII, très contestée. Quelque part entre 1448 and 1451, ayant visiblement renoncé entre-temps à la prêtrise, il accompagne le cardinal Isidore de Kiev à Rome pour un court voyage destiné à faire officiellement allégeance au pape Nicolas V. Il fait alors sa profession de foi romaine et demande au pontife l'admission dans le clergé romain de ses fils Alexandre et Nicolas. À son retour à Byzance il est élevé au rang de sénateur par le nouvel empereur Constantin XI et devient le plus fameux des professeurs du Xénon du Kral. Jusqu'à la fin de l'empire il enseigne la philosophie et la médecine au sein de cette institution prestigieuse, où il a parmi ses nombreux étudiants l'érudit Constantin Lascaris et le copiste Démétrios Angélos.

## Carrière italienne
Fait prisonnier avec sa famille lors de la chute de Constantinople en 1453, Argyropoulos parvient à se racheter lui et sa famille et se réfugie d’abord au Péloponnèse. En 1456, il est envoyé en mission diplomatique en Italie par le despote Démétrios Paléologue de Morée, mais il ne retourne pas en Grèce à l’issue de sa mission. À partir de 1457 il s’installe définitivement en Italie où il enseigne longtemps à Florence, appelé par Cosme de Médicis et devenant, de fait, la tête du département grec du Studium Florentinum de cette ville, puis à Rome. Il joue un rôle prééminent dans le renouveau de la philosophie grecque en Italie, consacrant ses efforts à sa « translatio » en Europe occidentale. Il a pour étudiants, entre autres, Pierre de Medicis, Laurent de Medicis et le célèbre Politien. Il meurt à Rome quelque peu oublié le 26 juin 1487, très âgé et dans un état de grande pauvreté.

## Œuvres
Il a laissé des traductions latines d'Aristote, dont la Physique, la Morale et plusieurs autres ouvrages.